# Pasternik (Oświęcim)
Pasternik – niestandaryzowana część miasta Oświęcimia, w jego północno-wschodniej części, dawniej część Dworów, naprzeciw Gromca. Główną osią jest ulica o nazwie Przysiółek.
Wraz z Mańkiami i Balcarkami ma specyficzne położenie między górną Wisłą a sztucznym Kanałem Dwory, bez połączenia drogowego z resztą Oświęcimia w granicach miasta. Połączenie jest przez most na śluzie we wsi Dwory Drugie.
Włączony do Oświęcimia 6 października 1954 wraz z Dworami.